# Plainland
Plainland – miasto w Australii, w stanie Queensland.